# Tibúrcio da Costa Neves
Tibúrcio da Costa Neves (* 12. Juni 1953 in Home, Lautém, Portugiesisch-Timor; † 10. Oktober 1989 bei Tutuala, Osttimor), Kampfname Hídeo, war Mitglied der FALINTIL, des militärischen Arms der Widerstandsbewegung in Osttimor gegen die indonesische Besatzung zwischen 1975 und 1999. Zuletzt hatte er den Rang eines Politkommissar.

## Familie
Neves wurde als Sohn von Soru-Loy und Paya Só geboren, die Bauern waren. Tibúrcio hatte drei Brüder. Felipe da Costa starb an einer Krankheit, als die Familie vor den indonesischen Invasoren in die Wildnis floh. Armindo da Costa kämpfte als zweiter Kommandant der Mobilen Brigade. Er fiel im Kampf in Luro am 21. August 1978. Tiago Simão da Costa wurde zusammen mit der restlichen Familie nach Atauro deportiert, weil seine Brüder gegen die Indonesier kämpfte. Er starb später in Lospalos.

## Werdegang
Neves besuchte, wie alle seine Brüder, die Don-Bosco-Schule in Fuiloro. Mit der 4. Klasse schloss er seine Ausbildung 1968 an der Schule ab. Danach begann Neves eine Mechanikerlehre in Lospalos, besuchte dann aber einen Kurs zum Schulaufseher und unterrichtete dann in Tutuala und in seinem Heimatort Home. Er war Anhänger der União Democrática Timorense (UDT) und verehrte die portugiesische Kolonialarmee. Daher wurde er auch Mitglied der timoresischen Einheit in Taibesi. Trotz seiner ursprünglichen Sympathie für die UDT gehörte Neves im 1975 zu den Gründern der FALINTIL, so wie viele andere der timoresischen Angehörige der portugiesischen Armee. Bei der Ausrufung der Unabhängigkeit von Osttimor 1975 am 28. November 1975 fungierte Neves als Leibwächter für Francisco Xavier do Amaral, dem Präsidenten des neuen Staates.
Neun Tage später begann die offene Invasion der Indonesier. Neves kämpfte unter Kommandant Raul Isac, von dem er 1976 nach dessen Tod seinen Kampfnamen „Hídeo“ übernahm. Im März 1976 wurde Neves von Same in seine Heimatregion, dem Widerstandssektor Ponta Leste versetzt. Den Weg legte er mit seinen Kameraden zu Fuß zurück. Im Laufe der Zeit stieg Neves vom einfachen Kommandanten zum politischen Assistenten und schließlich zum Politkommissar auf. 1989 starb Neves an einer Krankheit in den Wäldern bei Tutuala und wurde dort begraben. Später wurden seine sterblichen Überreste auf den Friedhof von Reissoro im Suco Home überführt, wo sich die Gräber seiner Familie befinden.

## Auszeichnungen
2006 wurde Neves der Ordem das Falintil verliehen, der den „Märtyrern des nationalen Freiheitskampfes“ gewidmet ist.